# Ferguson Research Ltd.
Ferguson Research Limited je nekdanje britansko moštvo Formule 1, ki ga je ustanovil Harry Ferguson in je v prvenstvu sodelovalo na eni dirki za Veliki nagrado Velike Britanije v sezoni 1961, kjer pa je bil edini dirkač moštva Jack Fairman diskvalificiran.

## Popoln pregled rezultatov
(legenda) 
| Leto | Dirkač       | Moštvo            | Šasija       | Motor           | 1   | 2   | 3   | 4   | 5      | 6   | 7   | 8   | Prv | Toč |
| ---- | ------------ | ----------------- | ------------ | --------------- | --- | --- | --- | --- | ------ | --- | --- | --- | --- | --- |
| 1961 | Jack Fairman | Rob Walker Racing | Ferguson P99 | Coventry Climax | MON | NIZ | BEL | FRA | VB DSQ | NEM | ITA | ZDA | -   | 0   |